# Brandon Boyd

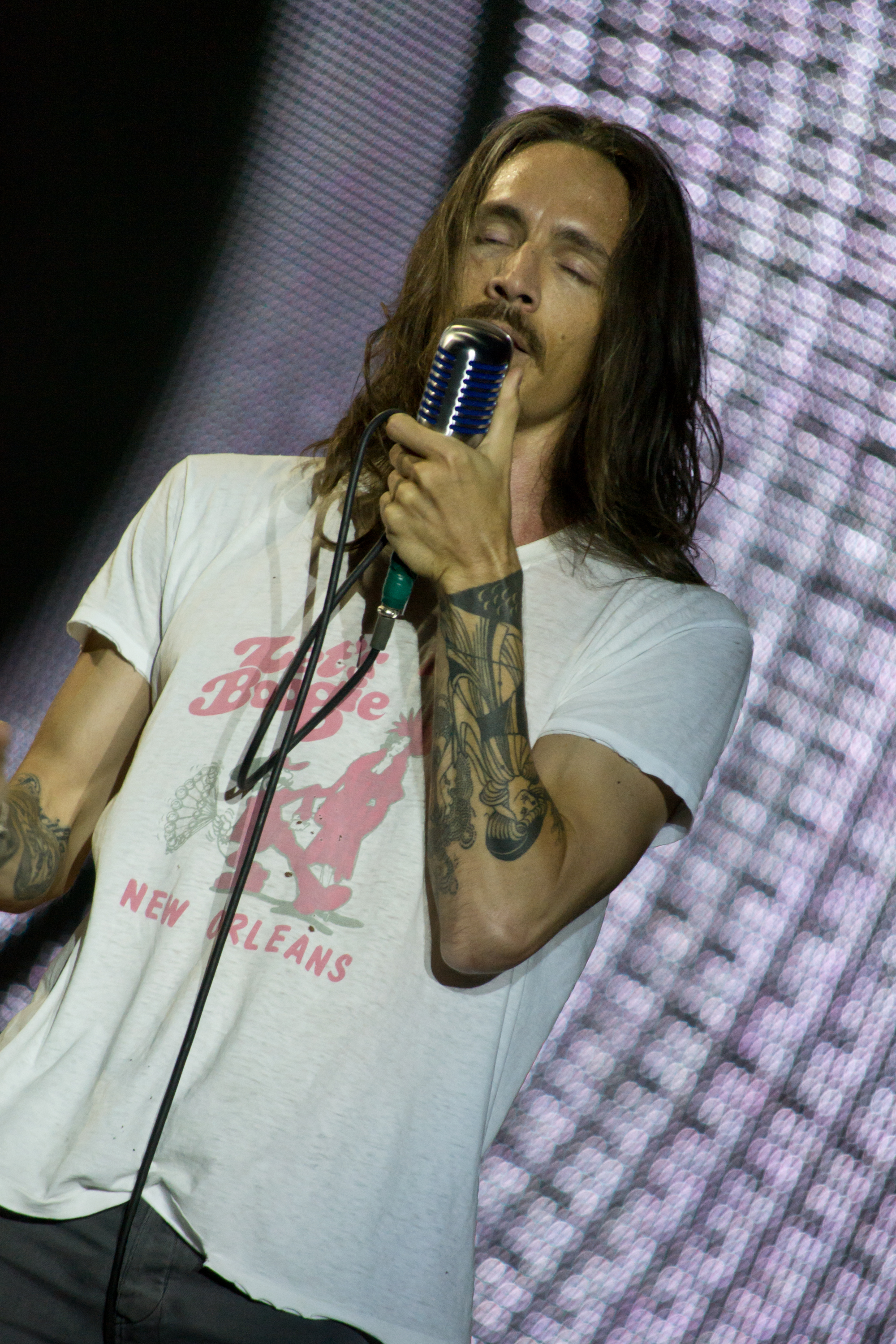
Brandon Boyd (2012)

Brandon Charles Boyd (* 15. Februar 1976 in Van Nuys, Kalifornien) ist ein US-amerikanischer Musiker. Er ist bekannt als der Sänger der amerikanischen Rockband Incubus. 2010 veröffentlichte er sein erstes Soloalbum, The Wild Trapeze.

## Familie
Boyd wuchs in Calabasas, Kalifornien auf. Sein Vater Charles Boyd war einer von mehreren Darstellern des Marlboro Man.

## Diskografie
(für Veröffentlichungen mit Incubus siehe Incubus (Band)#Diskografie)
Solo
- The Wild Trapeze (2010)
- Sons of the Sea (2013)